# Somogyi Tóth Sándor
Somogyi Tóth Sándor (1963-ig: Tóth) (Kaposvár, 1923. június 15. – Budapest, 2000. november 6.) magyar író, pedagógus, forgatókönyvíró.

## Életpályája
1943-ban szerzett tanítói oklevelet Kalocsán. 1947-től kollégiumi pedagógus, területi instruktor és igazgató Szegeden. 1949-től a Közoktatásügyi Minisztérium tankönyvosztályának főelőadója volt. 1950-ben az Országos Neveléstudományi Intézet szakértője, majd a Magyar Írók Szövetsége nevelési osztályának lektora volt. 1951-től az Új Hang segédszerkesztője volt. 1955–1956 között a Magvető Könyvkiadó lektora volt. 1956–1957 között a Csillag című folyóirat szerkesztője volt. 1957-től tanárként dolgozott. 1964-től a Kortárs című folyóirat olvasószerkesztője volt. 1976-1983 között az Új Tükör rovatvezetőjeként dolgozott.
Számos művében a kamaszfiúk világát, a felnőtt világhoz való viszonyukat ábrázolja pedagógiai célzattal. Próféta voltál szívem (1965, 1987) című regényében az elsők között írt a "fényes szelek" nemzedékének belső válságáról.

## Művei
- Gerinctörés (regény, 1959)
- Gyerektükör (regény, 1963, csehül: 1965, szlovákul: 1965, oroszul: 1971, németül: 1974, bolgárul: 1970, ukránul: 1985, örményül: 1981, lettül: 1971)
- Próféta voltál szívem (regény, 1965, lengyelül: 1968, szlovénul: 1969, svédül: 1967, észtül: 1968, oroszul: 1971, szlovákul: 1968, finnül: 1987)
- Szerencse vagy halál (dráma, 1968)
- Gabi (regény, 1969, lengyelül: 1973)
- A gyerekek kétszer születnek (ifjúsági regény, 1973, lengyelül: 1979, oroszul: 1976, litvánul: 1984)
- Huszonegy korsó sör (elbeszélés, 1981)
- Fényes szemek tükre (kisregény, 1984)
- Próféta voltál szívem és más írások (regények, drámák, elbeszélések, 1987)

## Filmjei
- Hogy állunk, fiatalember? (1963)
- Próféta voltál szívem (1969)
- Vállald önmagadat (1975)
- Gabi (1977)

## Díjai, kitüntetései
- Nékosz-emlékérem
- Szocialista Kultúráért (1972)
- A Munka Érdemrend arany fokozata (1983)